# عشاق در ژاپن
«عشاق در ژاپن» نام ترانه‌ای است ساخته گروه آلترنتیو راک انگلیسی، کلدپلی، که در ۴ نوامبر ۲۰۰۸ منتشر شد. این ترانه توسط تمامی اعضای این گروه نوشته شده و متعلق به آلبوم زنده‌باد زندگی یا مرگ و همه دوستانش است.